# Pachycraerus congonis
Pachycraerus congonis är en skalbaggsart som beskrevs av Schmidt 1889. Pachycraerus congonis ingår i släktet Pachycraerus och familjen stumpbaggar. Inga underarter finns listade i Catalogue of Life.